# Kompania Saperów KOP „Wilejka”
Kompania Saperów KOP „Wilejka” – pododdział saperów Korpusu Ochrony Pogranicza.

## Formowanie i zmiany organizacyjne
W kwietniu 1928 21 batalion graniczny sformował w Wilnie ośrodek wyszkolenia pionierskiego przy 6 Brygadzie Ochrony Pogranicza. 26 kwietnia 1928 na stanowisko komendanta ośrodka został wyznaczony porucznik Zygmunt Stanisław Jeżewski z batalionu mostowego. Z dniem 1 marca 1931 ośrodek został zlikwidowany, a na jego bazie i drużyn pionierskich batalionów utworzona została kompania pionierów „Wilno”. Nowo utworzona kompania została rozmieszczona w Wilejce w wynajętych pomieszczeniach. Dowódcą kompanii został dotychczasowy komendant ośrodka wyszkolenia pionierskiego. Pod względem służbowym kompania podlegała dowódcy brygady, a pod względem wyszkolenia specjalistycznego dowódcy korpusu. Jednostką formującą był 1 batalion KOP „Budsław”. Dla potrzeb formującej się kompanii 63 szeregowców oddelegował 23 pułk piechoty.
W 1934 została sformowana kompania saperów typu II dla Brygady KOP „Wilno”, jako jej organiczny pododdział.
Rozkazem dowódcy KOP z 23 lutego 1937 została zapoczątkowana pierwsza faza reorganizacji Korpusu Ochrony Pogranicza „R.3”. Jej wynikiem było między innymi ustalenie nazwy kompanii na „kompania saperów KOP «Wilejka»”. Brygada KOP „Wilno” została zlikwidowana, a kompania saperów weszła w skład pułku KOP „Wilejka”. Jednostką administracyjną dla kompanii był pułk KOP „Wilejka”.

## Działania kompanii w 1939
23 marca 1939 dla kompanii zarządzona została mobilizacja alarmowa. Po zakończeniu mobilizacji kompania, pod dowództwem kpt. Teodora Engla, przetransportowana została w rejon działania Armii „Modlin”. W okresie od kwietnia do sierpnia 1939 pododdział prowadził inżynieryjną rozbudowę przedmościa w Pułtusku. Wespół z żołnierzami 13 pułku piechoty wytyczane były, a następnie budowane linie okopów, lokalizowane bunkry i schrony obserwacyjne dla artylerii oraz stanowiska ciężkich karabinów maszynowych.
W czasie kampanii wrześniowej kompania walczyła w składzie załogi Przedmościa „Pułtusk” pod dowództwem mjr. Jana Kazimierza Mazura. Do dnia 6 września 1939 załoga pozostawała bez styczności z nieprzyjacielem. Walki o przedmoście trwały w dniach 6 i 7 września. Zakończyły się wycofaniem na wschodni brzeg Narwi i zniszczeniem mostu, a następnie odwrotem w kierunku Wyszkowa. Późnym wieczorem 8 września kompania przystąpiła do naprawy uszkodzonego mostu na Wiśle w Świdrach Małych (obecnie w granicach miasta Józefów). Następnie kompania walczyła w obronie Warszawy stanowiąc trzon grupy saperów Odcinka „Warszawa-Zachód”.

## Struktura organizacyjna kompanii
Struktura kompanii pionierów w 1931 :
- dowódca kompanii
- oficer młodszy
- sierżant -szef
- podoficer gospodarczy
- podoficer sprzętowy
- podoficer broni i gazowy
- podoficer sanitarny
- woźnice – 7
- kucharze – 2
- szewc
- krawiec
- ordynansi – 2

I, II i III pluton, każdy w składzie:
- dowódca plutonu
  - dwie drużyny pionierów

Razem kompania liczyła: 2 oficerów, 22 podoficerów i 73 szeregowych. Posiadała etatowo 15 koni, 6 wozów dwukonnych, jedną kuchnie polową. Na uzbrojeniu posiadał 17 karabinów z bagnetem, ? karabinków, 6 pistoletów, 1 sztylet, 5 szabel
Struktura kompanii w 1934:
- dowódca kompanii
- drużyna gospodarcza
- I pluton saperów a. trzy drużyny
- II pluton saperów a. trzy drużyny
- III pluton saperów a. trzy drużyny

Stan osobowy kompanii wynosił 106 żołnierzy, w tym 4 oficerów, 11 podoficerów i 91 saperów.

## Żołnierze kompanii
Dowódcy kompanii
- por. sap. Zygmunt Stanisław Jeżewski (26 kwietnia 1928 – 11 kwietnia 1933 → 3 bsap)
- kpt. sap. Teodor Engel (11 kwietnia 1933 – wrzesień 1939)[19]

Oficerowie
- por. sap. Alfons Eustachy Wandycz (1939[20] → dowódca 1 kompanii 15 bsap)
- por. sap. Jan Tadeusz Wolański (1939[21])